# 29 Амфітріта
29 Амфітріта — астероїд головного поясу, відкритий у 1854 році. Один із найбільших астероїдів S-типу з діаметром приблизно 200 км, — ймовірно, п'ятий за величиною S-астероїд після Евномії, Юнони, Ірида та Геркуліни.

## Відкриття
Амфітріта була відкрита Альбертом Мартом 1 березня 1854 року в приватній обсерваторії Саут-Вілла в Ріджентс-парку в Лондоні. Це було єдине відкриття астероїда Мартом. Назву вибрав Джордж Бішоп, власник обсерваторії, який назвав астероїд на честь Амфітріти, морської богині в грецькій міфології.

## Характеристика
Орбіта Амфітріти менш ексцентрична та нахилена, ніж орбіта більшості астероїдів: його орбіта найбільш кругла з усіх відкритих до того моменту. Як наслідок, він ніколи не стає таким яскравим, як Ірида або Геба, тим більше, що він набагато більш віддалений від Сонця, ніж ці астероїди. Він може досягати величини близько +8,6 при сприятливому протистоянні, але зазвичай знаходиться біля бінокулярної межі +9,5.
У 2007 році Джеймс Бер і Стівен Чеслі оцінили масу Амфітріти в 1,9 × 1019 кг. За останніми оцінками Бера, його маса становить 1,18 × 1019 кг.
Згідно з даними про криву блиску, зібраними Едвардом Тедеско, підозрюють існування супутника астероїда. У 1988 році за допомогою телескопа UH88 в обсерваторії Мауна-Кеа проводився пошук супутників або пилу, що обертається навколо цього астероїда, але він не дав позитивних орезультатів.

## Дослідження

Знімки астероїдів (29) Амфітрита, (324) Бамберга, (89) Юлія і (2) Паллада, отримані за допомогою приймача SPHERE на Дуже Великому Телескопі Європейської південної обсерваторії (VLT ESO).

У 1979 року, ґрунтуючись на даних кривої блиску астероїда, E. F. Tedesco припустив наявність супутника в Амфітріти, але в результаті пізніших досліджень, проведених у 1986 році Університетом Арізони з пошуку потенційних супутників діаметром понад 3 кілометри, жодного супутника виявити так і не вдалося.
27 грудня 1984 року директор NASA Джеймс Беггс затвердив проліт АМС «Галілео» недалеко від Амфітрити (на відстані 10-20 тисяч кілометрів), з метою фотографування її поверхні та визначення складу порід. Щоб забезпечити зустріч з Амфітритою, «Галілео» мав здійснити додатковий маневр, внаслідок якого плановане прибуття космічного апарата до Юпітера зміщувалося з серпня на грудень 1988 року. Однак, після катастрофи шатла «Челленджер» (28 січня 1985 року) запуск «Галілео» було відкладено до 1989 року. А перенесення термінів запуску і, як наслідок, зміна траєкторії польоту до Юпітера, унеможливили зближення «Галілео» з Амфітритою, тому замість нього в якості об'єкта дослідження було обрано астероїд (951) Гаспра.
У 2005 році, ґрунтуючись на гравітаційних збуреннях, що чиняться Амфітритою на астероїди (987) Воллія і (6904) Макгілл, вчені змогли визначити її масу і щільність. Спочатку James Baer і Steven R. Chesley оцінювали масу 1,9⋅1019 кг, але в результаті останніх вимірювань ця оцінка була знижена до 1,18⋅1019 кг.